# Радошиће (локалитети)
Радошиће су више археолошких локалитета у истоименом селу, на територији општине Рашка, које потврђују насељеност и живу рударску делатност овог краја у средњем веку.
Остаци грађевина у центру Радошића, данас потпуно зарасли у густо шипражје, сведоче о постојању насеља прекопута данашње цркве. Остаци старог објекта постоје на локалитету Дуварине, са десне стране пута Радошићи — Кижевак, судећи по дугачком зиду од плочастог камена и блата који је служио као везиво. Недалеко одатле откривено је више делова керамичких посуда из 15/16—18. века. Широм села простиру се остаци рударских радова из различитих периода, што говори о некада живој рударској делатности. Поткопи из периода концесија Савића, једно окно и пинга, регистровани су на јужној падини Орнице. Најбројнији остаци старих рударских радова налазе се на локалитету Кижевак, на површинском копу. У Кижевку су били задовољени услови за развој рударства: богатство шуме и воде, руда олова, цинка и гвожђа, повољна микроклима, далеко блажа од климе на централном делу Копаонику. На наведеном простору са околином на 600-1.000 м.н.в. некада су се простирале шуме четинара, букве и храста које су обезбеђивале грађу за подзиђивање просторија и топљење руде. На терену су откривени остаци старих рударских радова, у виду кружних удубљења (пинге, свртњеви), као и подграђене и неподграђене рударске просторије, типа ходника, косих ходника и окана. На главном платоу и профилу изнад њега, средином 20. века уочени су слојеви старе јаловине, као и остаци греда од старих рударских подграда. 
У истом периоду, на локалитету званом Присоје, просецањем трасе пута од Радошића ка површинском копу Кижевак, откривена су два стара рударска ходника која су водила ка потоку Кижевак. Трагови старог рударења били би далеко бројнији да многи од њих нису уништени савременим интервенцијама на терену, изградњом пута и регулисањем бројних потока. На 2km удаљености ваздушном линијом од рудника Кижевак, на узвишењу Козја глава разасута су окна, пинге, гвоздени шешири и металуршки објекти од старих рударских радова. Уз то и налазишта шљаке уз речне токове и ван њих упућују на старо рударење оловно-цинкове руде, на потесу Кижевак-Козја глава. На простору савременог и средњовековног рудника Кижевак и у његовој непосредној околини, бројни су топоними који упућују на средњовековно рударење и привреду: Кижевак, Дуварине, Код Лојза, Орница, Рупчине... Топоним Кижевак настао је од микротопонима Кижа и Код киже у значењу „гвожђевита минерална вода, минерална вода”. Кижевак је, по свему судећи, настао је од немачке речи Kies што значи „супорњача, пирит”. Рудник Кижевак је радио у 14. и 15. веку, а након турског освајања рад је привремено обустављен. Ван граница парка, локалитети у Радошићима су значајни за проучавање насељавања копаоничког краја у средњом веку, као и за археометалургију овог краја.